# Histoire de Creil

Les armoiries de la ville de Creil se blasonnent ainsi:
D'azur au chevron d'argent chargé de trois molettes de sable et accompagné de trois roses d'or.
Ornements extérieurs : Croix de guerre 1914-1918 et Croix de guerre 1939-1945 avec étoile de vermeil.
La ville de Creil adopta ses armoiries en 1862, relevant celles de l’ancienne famille de Creil qui posséda la seigneurie jusqu’au XIIIe siècle.

L'histoire de la ville de Creil commencerait, en l'état actuel des connaissances, à l'époque néolithique. La présente romaine y est attestée par des vestiges archéologiques mis au jour, cependant, la première mention écrite d'un lieu nommé « Creil » date de 633. La ville se développa au Moyen Âge mais son importance s'accrut avec l'arrivée du chemin de fer et la révolution industrielle.  Détruite en grande partie par les bombardements de la Seconde Guerre mondiale, la ville fut reconstruite dans les années 1950 et son économie se diversifia permettant une forte augmentation du nombre de ses habitants. 

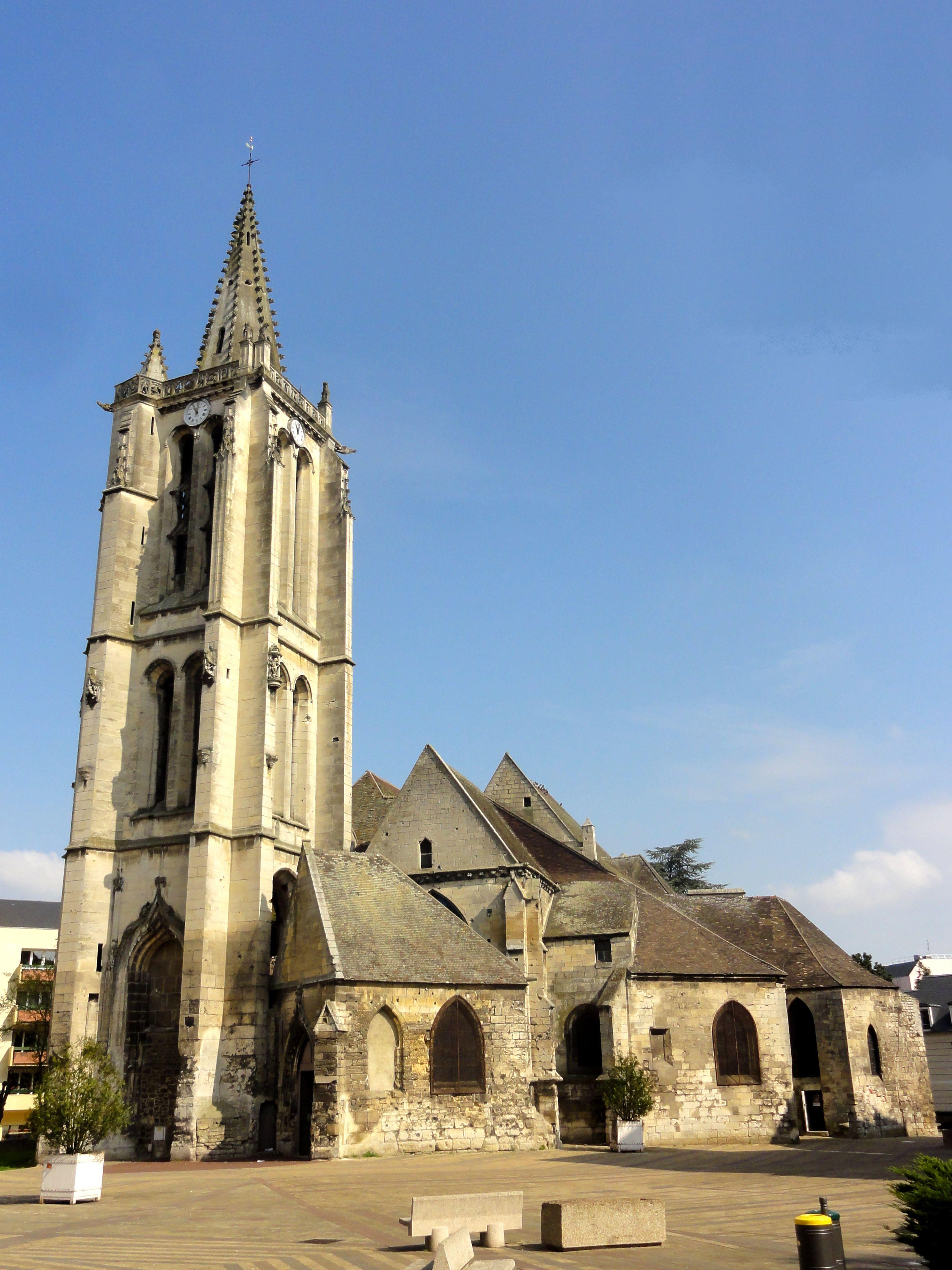
Creil, église Saint Médard (XIIIe, XIVe, XVe siècles)

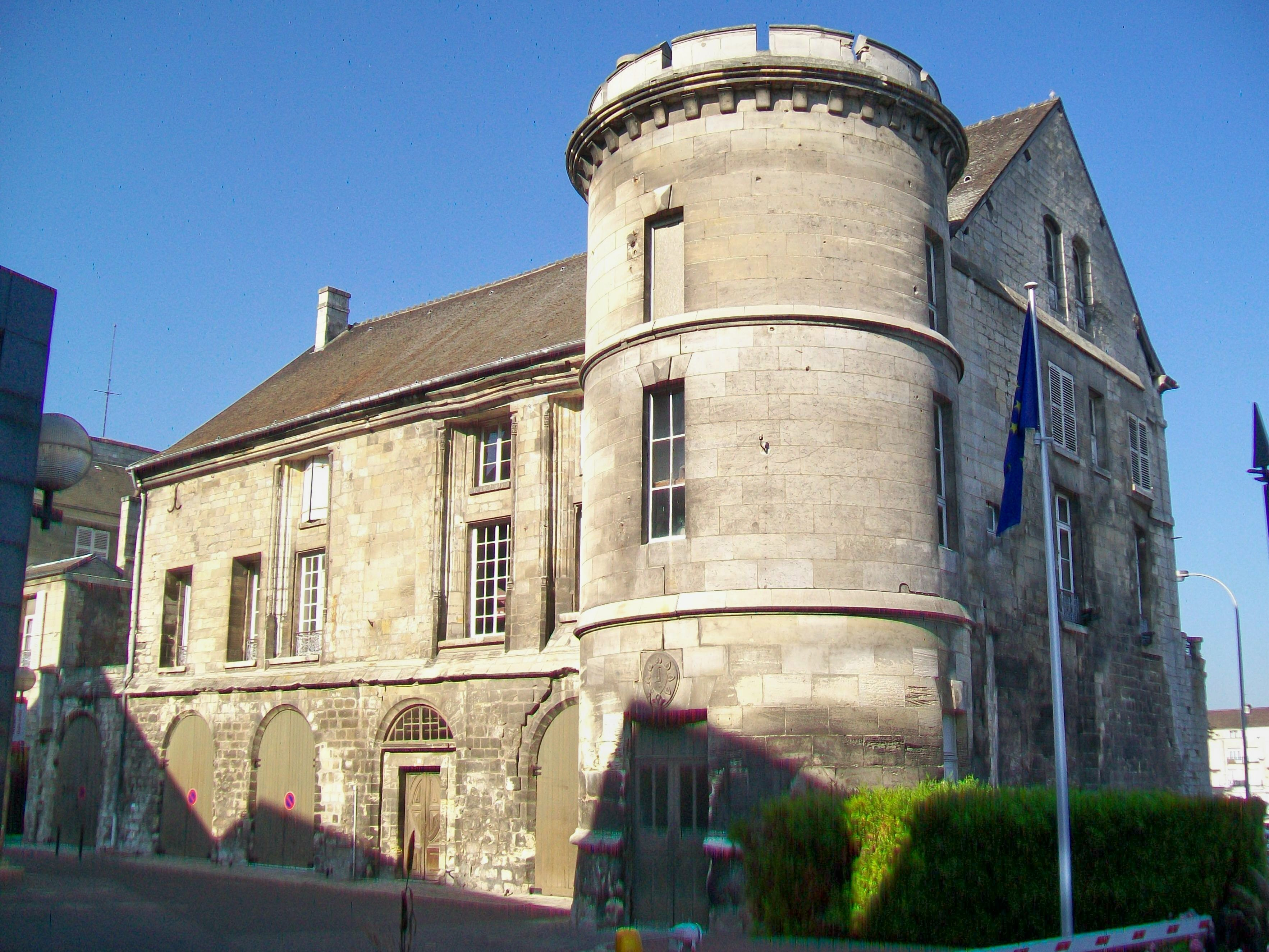
Creil, le château

## Préhistoire

### Une station néolithique
Le site originel de Creil est un ancien gué sur la rivière Oise, au niveau de l'île Saint-Maurice, et en contrebas d'un plateau dominant la vallée.
C'est sur le plateau de Creil qu'ont été mises au jour les plus anciennes traces d'occupation humaine du site à la limite des communes de Creil et de Saint-Maximin. 
Une station d'époque néolithique est attestée sur le site de Canneville, où de nombreux outils lithiques ont été retrouvés.

### Âge du bronze: vestiges d'une nécropole
Une petite nécropole d'époque de l'âge du bronze final a été mise au jour lors de fouilles réalisées un peu plus au nord, à l'emplacement du parc d'activité Alata, en 1999-2000.
Les archéologues pensent que le site de Creil a servi d'oppidum à l'époque gauloise, dominant la vallée de l'Oise du haut de l'éperon rocheux.

## Antiquité

### Un vicus gallo-romain
La voie romaine reliant Augustomagus (Senlis) à Caesaromagus (Beauvais) traversait un vicus, appelé Litanobriga, que plusieurs archéologues situent sur le plateau, à l'entrée de la forêt de la Haute-Pommeraie actuelle. Plusieurs sites ont été évoqués pour la localisation de Litanobriga (Pont-Sainte-Maxence, Pontpoint) mais le site de Creil semble devoir être retenu.

### Un trésor monétaire du Bas Empire
En 1974, un trésor monétaire, daté de 273 environ fut mis au jour à l'endroit de l'écluse actuelle sur l'Oise, là où se trouvait un gué qui permettait à la voie romaine reliant Augustomagus (Senlis) à Caesaromagus (Beauvais) de franchir la rivière. Les vestiges d'un village de carriers gallo-romain avec atelier, tessons de poterie, tuiles etc. ont été mis au jour de même que les vestiges d'un quai enfoui sur le bord de l'Oise.

## Moyen Âge

### Haut Moyen Âge

#### Période mérovingienne: première mention de l'existence de Creil
La première mention d'un lieu nommé Creil figure sous le nom Criolo dans la Vie de saint Éloi, écrite par Dadon de Rouen, qui précise qu'en 633 environ, le roi Dagobert Ier y reçut l'hommage du roi breton Judicael. On rencontre ensuite le nom Crioilum vers 672.

#### Période carolingienne: construction du château de Creil
En 851, le site de Creil se nommait Credilium.
En 860 et 891, les Vikings ravagèrent Creil et sa région.
Au Xe siècle, le château de Creil appartint aux seigneurs de Senlis, il était situé sur l'actuelle île Saint-Maurice. Cretheltense castrum désignait le château dans un texte de 942.
Les seigneurs de Creil nous sont connus à partir de 944 avec Yves de Creil, arbalétrier du roi. La famille de Creil posséda la seigneurie de Creil jusqu'au XIIe siècle. Elle subsista à travers plusieurs branches jusqu'au XVIIIe siècle,.

### Moyen Âge classique, naissance de la commune de Creil

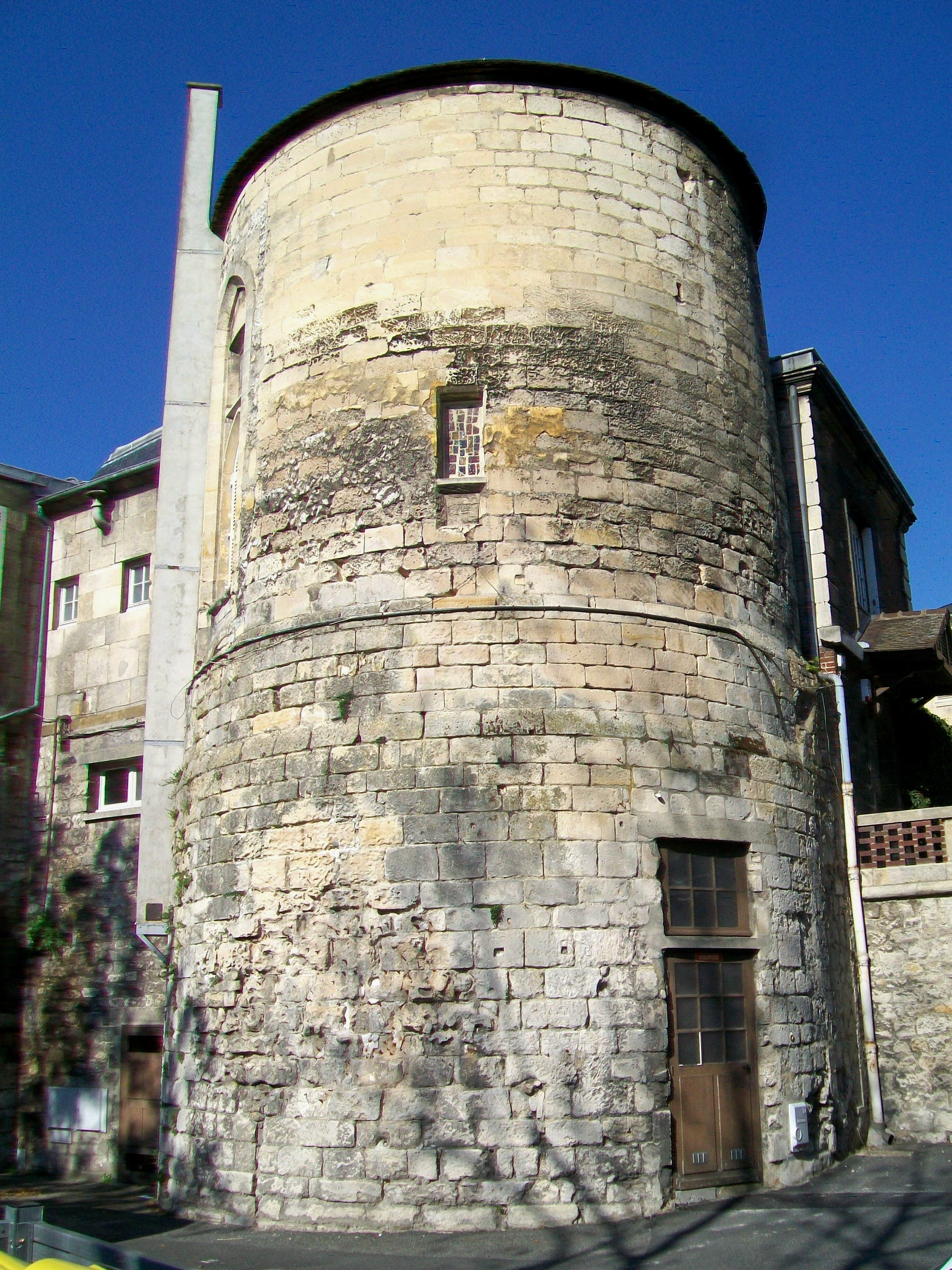
Creil, tour de l'ancien château royal

Vers 1115, le lieu se nomme Credulii. Vers 1150, un chapitre de chanoines fut fondé et la collégiale Saint-Evremond construite à proximité du château pour abriter des reliques faisant l'objet d'un pèlerinage très fréquenté. 
Un hôtel-dieu et une maladrerie fondée par Raoul Ier de Clermont existaient dans la ville au XIIe siècle.
Au XIIIe siècle l'église Saint Médard fut construite, elle connut des modifications aux XIVe, XVe et XVIe siècles. 
La ville se développa sur l'extrémité de l'île Saint-Maurice mais aussi sur la rive gauche de l'Oise, autour de la nouvelle église Saint-Médard. La prospérité entraîna la croissance de la ville ce qui amena le seigneur de Creil, Louis de Blois, comte de Clermont, à octroyer, aux habitants de Creil, une charte communale, le 23 janvier 1197. Les bourgeois de la ville furent autorisés à tenir un conseil de ville. 
Louis IX acquit la seigneurie de Creil et les rois de France y résidèrent régulièrement. Le roi Charles IV le Bel y naquit en juin 1294.

### Bas Moyen Âge, Creil, résidence royale

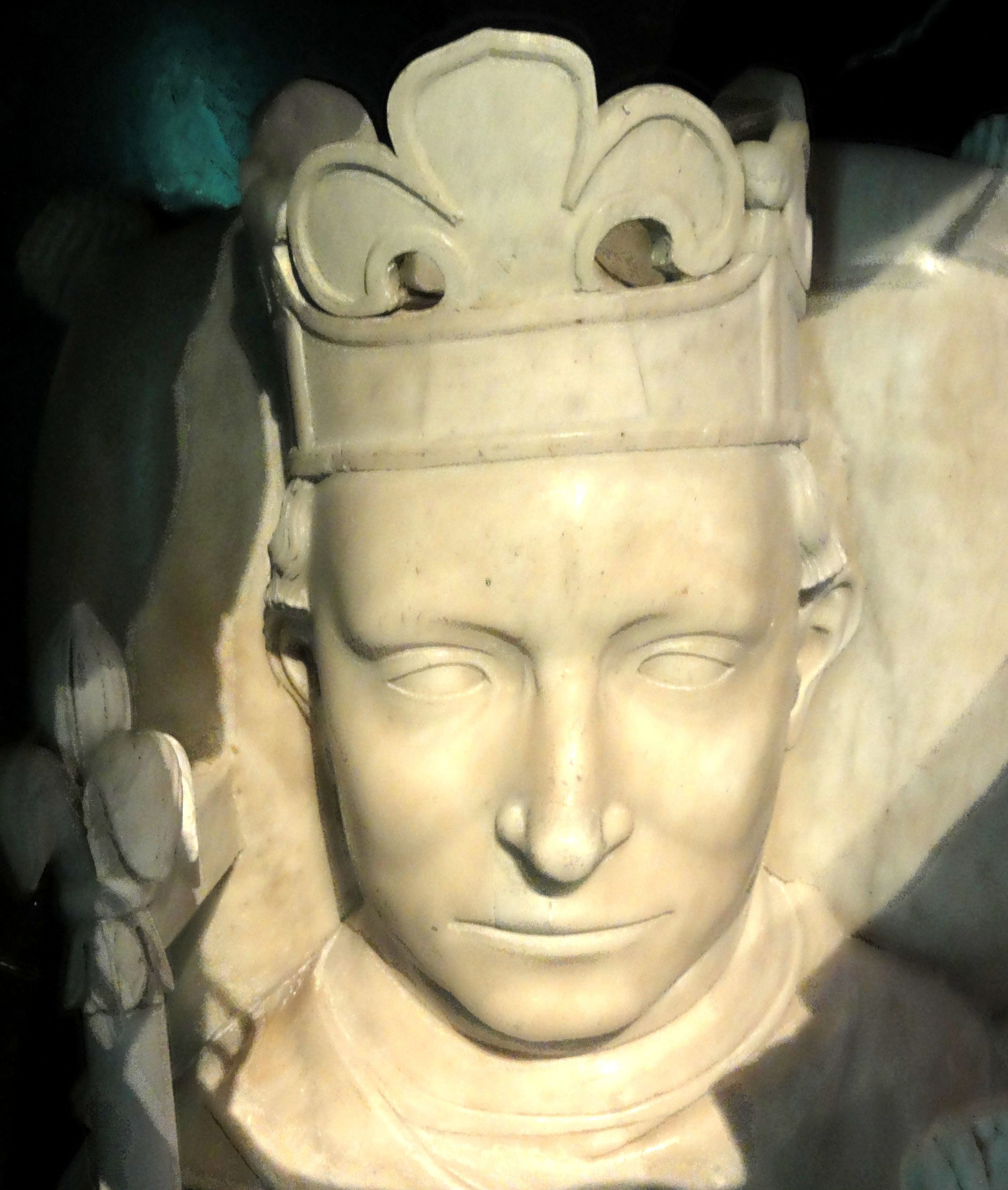
Gisant de Charles, basilique de Saint-Denis.

En 1348, la peste noire s'étendit à la région de Creil. La famine qui s'ensuivit aggravée par la rigueur de l'hiver, obligea les habitants à peler les arbres et à en manger les écorces. 
La révolte de la Grande Jacquerie éclata à Saint-Leu-d'Esserent en 1358, au sud de la commune de Creil. Elle fut dirigée par Guillaume Carle, originaire de Mello accompagné du moine hospitalier Jacques Bernier, originaire de Montataire.
En 1374, le roi Charles V fit restaurer le marché hebdomadaire de la commune. En 1376, il rétablit les deux foires annuelles de mai et de novembre. Il racheta l'année suivante la seigneurie à Venceslas Ier de Luxembourg, fils de Béatrice de Bourbon et du roi Jean Ier de Bohême, comte de Luxembourg et détacha la châtellenie de Creil du comté de Clermont. En 1377, des travaux de transformation du château furent alors entrepris. Il s'agissait de pouvoir mieux contrôler le pont sur l'Oise. Les tours rondes du XIIIe siècle furent conservées on y ajouta un logis rectangulaire couronné de mâchicoulis. L'aménagement intérieur fut naturellement remanié. Le roi Charles VI, fit terminer les travaux. Atteint de folie, il séjourna au château en août et septembre 1392 et en 1393.
La ville subit plusieurs combats de la Guerre de Cent Ans et fut définitivement reconquise en 1441. En 1451, Arnault de Madaillan, seigneur de L'Epée et de Montataire, devint gouverneur de Creil.

## Époque moderne

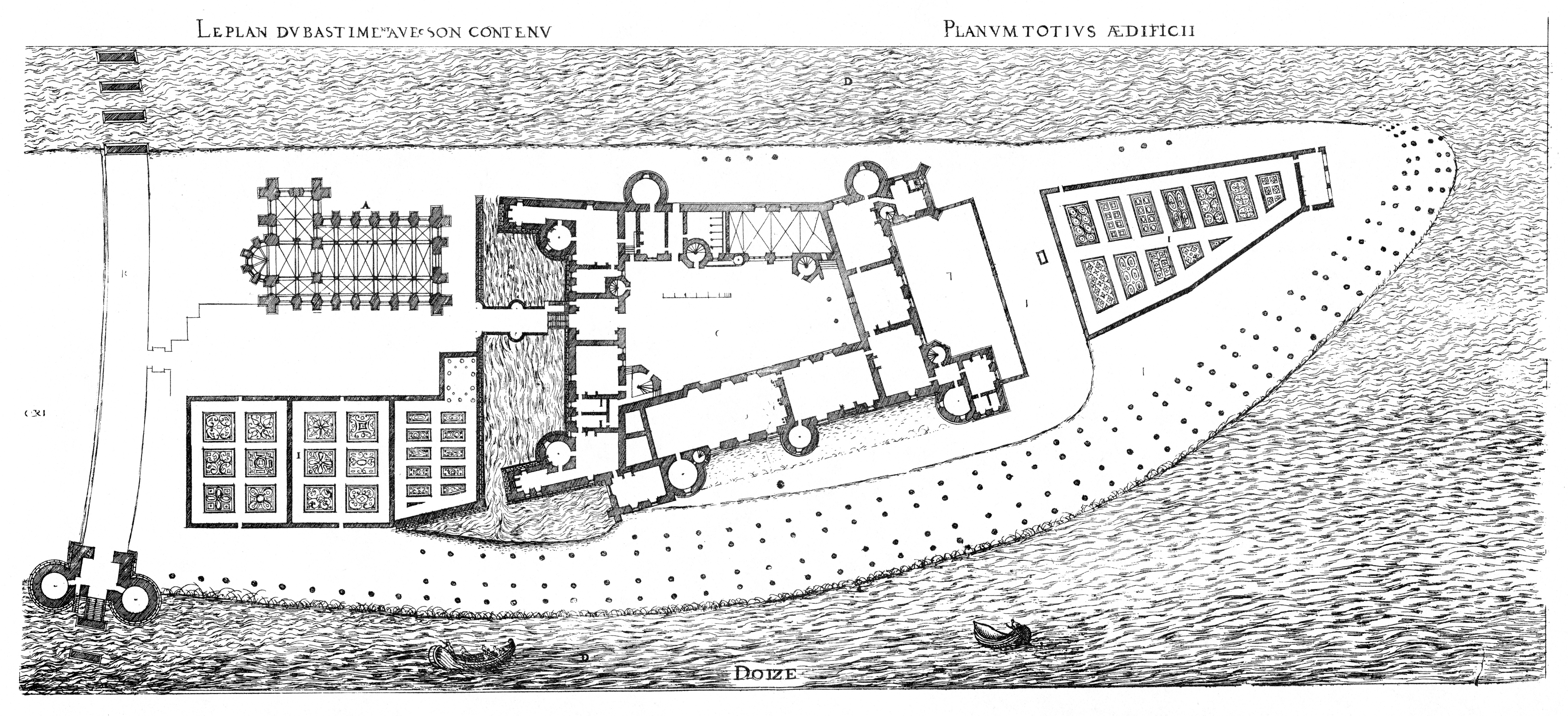
Plan du château de Creil par Jacques Ier Androuet du Cerceau (XVIe siècle)

À l'époque moderne, la ville subit de nouveau l'occupation de troupes armées : 

### XVIesiècle: la proie des huguenots
Pendant les Guerres de religion, la ville fut prise par les Huguenots, en 1567. Ils brûlèrent les reliques de saint Evremond, seul le crâne aurait subsisté, recueilli par les chanoines. La ville fut assiégée à plusieurs reprises et les campagnes alentour dévastées.

### XVIIesiècle: le refuge du prince de Condé
En 1614, alors que le Maréchal d'Ancre était le principal ministre de la régente Marie de Médicis, Henri II de Bourbon-Condé se retira à Creil et se montrait affable avec la population. Il organisa un concours de tir à l'arquebuse ouvert aux habitants des villes de la région, : Beaumont-sur-Oise, Clermont, Luzarches, Mantes, Pontoise, Saint-Leu d'Esserant, Senlis, Verberie..., le prix offert au gagnant atteignit une valeur de 5 000 livres.
Pendant la  Fronde, Creil fut de nouveau occupée par les troupes rebelles. Louis XIV fit plusieurs séjours au château de Creil.

### XVIIIesiècle, amélioration des transports
En 1750, avec le reliquat de pierre prévu pour la construction du pont de la boucherie (1748-1753), on édifia à l'extrémité nord-est de l'île Saint-Maurice une fabrique de jardin. Le pavillon fut décoré de bas-reliefs présentant des allégories de l'amour d'où le nom de temple d'amour donné à l'édifice.
L'Atlas de Trudaine (1745-1780) représenta la ville de Creil enserrée dans son enceinte fortifiée sur la rive gauche de l’Oise, faisant face au château qui gardait le pont sur l’Oise. On y distinguait alors deux îles : celle où fut construit le château et celle qui la prolongeait, boisée et parcourue d’allées. Ces deux îles furent réunies par la suite en une seule qui prit le nom d'île Saint-Maurice en mémoire de Maurice Gallet tué au cours de la bataille de la Somme, en 1916.
En 1782, la seigneurie de Creil, qui appartenait à Louis V Joseph de Bourbon-Condé, fut vendue par celui-ci à Pierre Juéry, un magistrat d'origine roturière. Pendant cette période, l'activité économique de la ville se limitait à l'exploitation de la pierre et de la meunerie le long de l'Oise.
À la veille de la Révolution française, existait un service de diligences et de messageries desservant Creil avec départ de Paris, les mardis et jeudis à 11 h 30 à destination d'Amiens. Il desservait Chantilly, Creil, Laigneville, Clermont-en-Beauvaisis, Saint-Just-en-Chaussée et Breteuil-sur-Noye. Les diligences pouvaient transporter dix personnes (dont deux au cabriolet) pour un montant de 25 livres, 15 sols par personne.
Un service de coche d'eau reliait Beaumont-sur-Oise à Soissons en passant par Creil, Pont-Sainte-Maxence et Compiègne.

## Époque contemporaine

### Pendant la Révolution française

#### 1789, la Grande Peur
Le prince de Condé émigra juste après la prise de la Bastille, le 17 juillet 1789. Creil connut à cette période un épisode de la Grande Peur à la fin juillet 1789. Les Creillois craignant que le prince de Condé ne revinsse, s'armèrent et cherchèrent dans la campagne alentour un ennemi imaginaire.
En 1791, la collégiale Saint-Evremond fut déclarée bien national et fut vendue. Elle abrita par la suite les entrepôts de la manufacture de faïence.

#### La Terreur
Creil fut théâtre de manifestations d'hostilité à la noblesse et à la religion catholique. Le 13 octobre 1793, sur la place de la mairie furent brûlés les archives de la châtellenie tandis que la population dansait autour de l'arbre de la liberté. L’église Saint-Médard fut fermée et les objets religieux confisqués.

### Le développement industriel duXIXesiècle

#### La faïencerie
En 1797, un industriel parisien d'origine irlandaise créa une manufacture de cristal, rapidement transformée en faïencerie. Cette faïencerie devint le premier employeur de la ville pour un siècle employant 900 personnes en 1840. Charles de Saint Cricq Cazeaux (1774-1840) dirigea la faïencerie de Creil et fut maire de la ville, il fusionna la faïencerie de Creil avec celle de Montereau-Fault-Yonne. La faïencerie de Creil ferma ses portes en 1895, à la suite d'un incendie. La production fut alors concentrée à Montereau.
En 1810, l'Oise fut reliée à l'Escaut par le tout nouveau canal de Saint-Quentin et des travaux de canalisation de la rivière débutèrent en 1825. Une nouvelle industrialisation se développa alors dans la commune, sous la forme de fours à chaux, à plâtre et de tanneries. 
Les forges de Montataire, créées en 1793, se développèrent réellement à partir des années 1830.

#### L'arrivée du chemin de fer

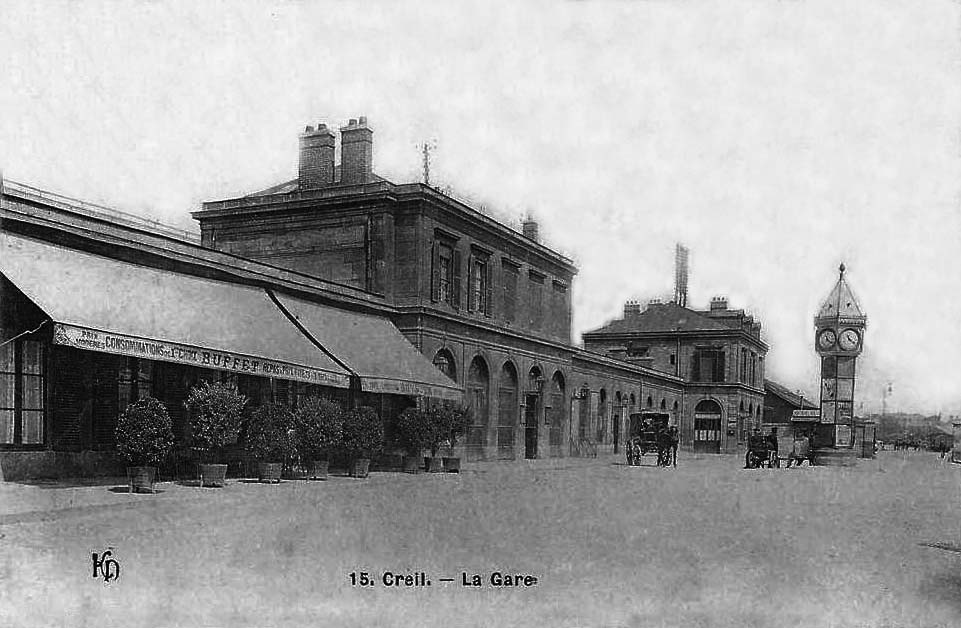
La gare de Creil, vers 1900

En 1846, l'arrivée du chemin de fer entraîna un essor de l'activité industrielle. La gare de Creil ouverte en juin 1846 était située sur la ligne Paris-Nord-Lille. Creil devint par la suite une importante étoile ferroviaire avec l’ouverture de la ligne Creil-Maubeuge-Bruxelles et Liège, en 1847, la ligne de Creil à Beauvais ouverte en 1857 et la ligne Creil - Persan-Beaumont - Pontoise, mise en service en 1846.

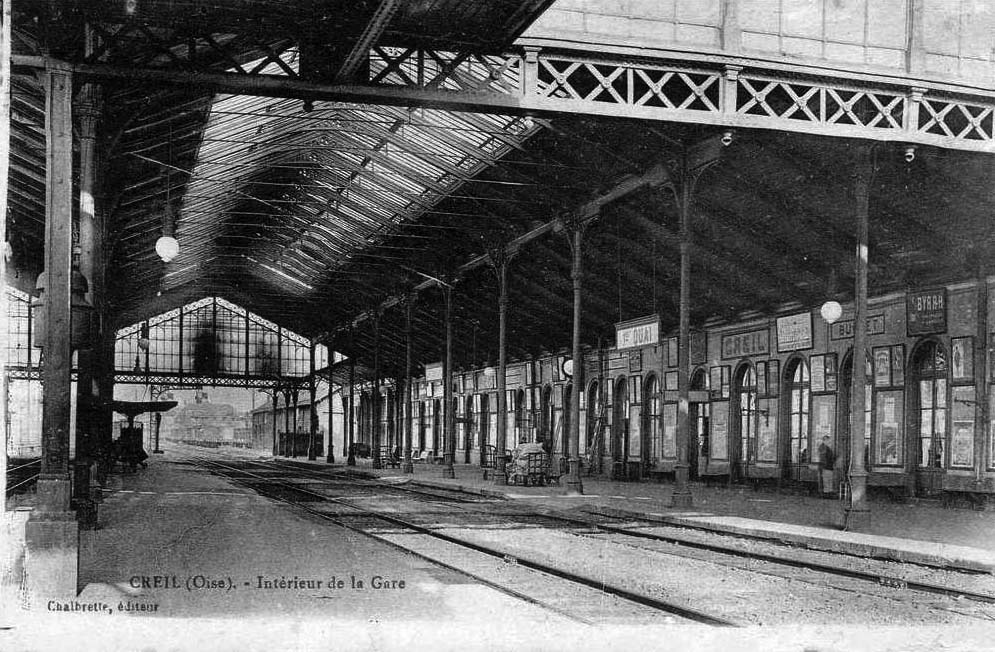
La grande verrière vers 1910

La population de la commune de Creil connut une croissance fulgurante au cours du XIXe siècle : en 1806, 1 196 habitants; en 1856, 3 181; en 1906, 9 272.

#### Le développement de l'industrie métallurgique
À partir de 1846, l'industrie connut une nouvelle phase d'expansion grâce à la création de la ligne de Paris-Nord à Lille. La ville put être rapidement approvisionnée en fer et charbon du Nord et de l'Est de la France, d'un côté et à proximité immédiate du marché de consommation parisien de l'autre. L'installation de nouveaux établissements industriels se fit sur la rive droite, à proximité de la nouvelle gare. Plusieurs usines métallurgiques s'installèrent, aux limites des communes voisines : on y trouvait des tréfileries, clouteries. Des manufactures leur emboîtèrent le pas : fabriques de coffres forts Fichet, de machines à imprimer Voirin et Marinoni à Montataire, les ateliers de construction métallique Daydé et Pillé, ou encore la fonderie d'alliages cuivreux Montupet à Nogent. Une usine d'aluminium fut installée, avec pour directeur Tristan Bernard. La clouterie Rivierre s'installa à Creil en 1888.
Les besoins de l'armée lors de la Première Guerre mondiale redonnèrent un coup de fouet à l'activité de l'agglomération, située à proximité du front, avec l'installation de la fonderie de zinc Vieille Montagne et l'usine de produits chimiques de Villers-Saint-Paul. 

#### Diversification de la production industrielle
L'industrie se diversifia également, au cours du XIXe siècle, mais de manière plus ponctuelle, dans les domaines de la briqueterie, verrerie, la confection, le travail du bois, ou encore l'agroalimentaire. 

#### La construction de cités ouvrières
Des logements pour les ouvriers furent construits sous la forme de cités ouvrières. La cité Saint-Médard, la plus ancienne (1866), fut construite sur la rive gauche à l'initiative du directeur de la faïencerie et futur maire, Henri Barluet. Furent construites aussi, mais sur la rive droite, les cités Lucile, Vieille-Montagne (1925) et de la Tonnellerie (fin des années 1920).

### AuXXesiècle

#### Première Guerre mondiale

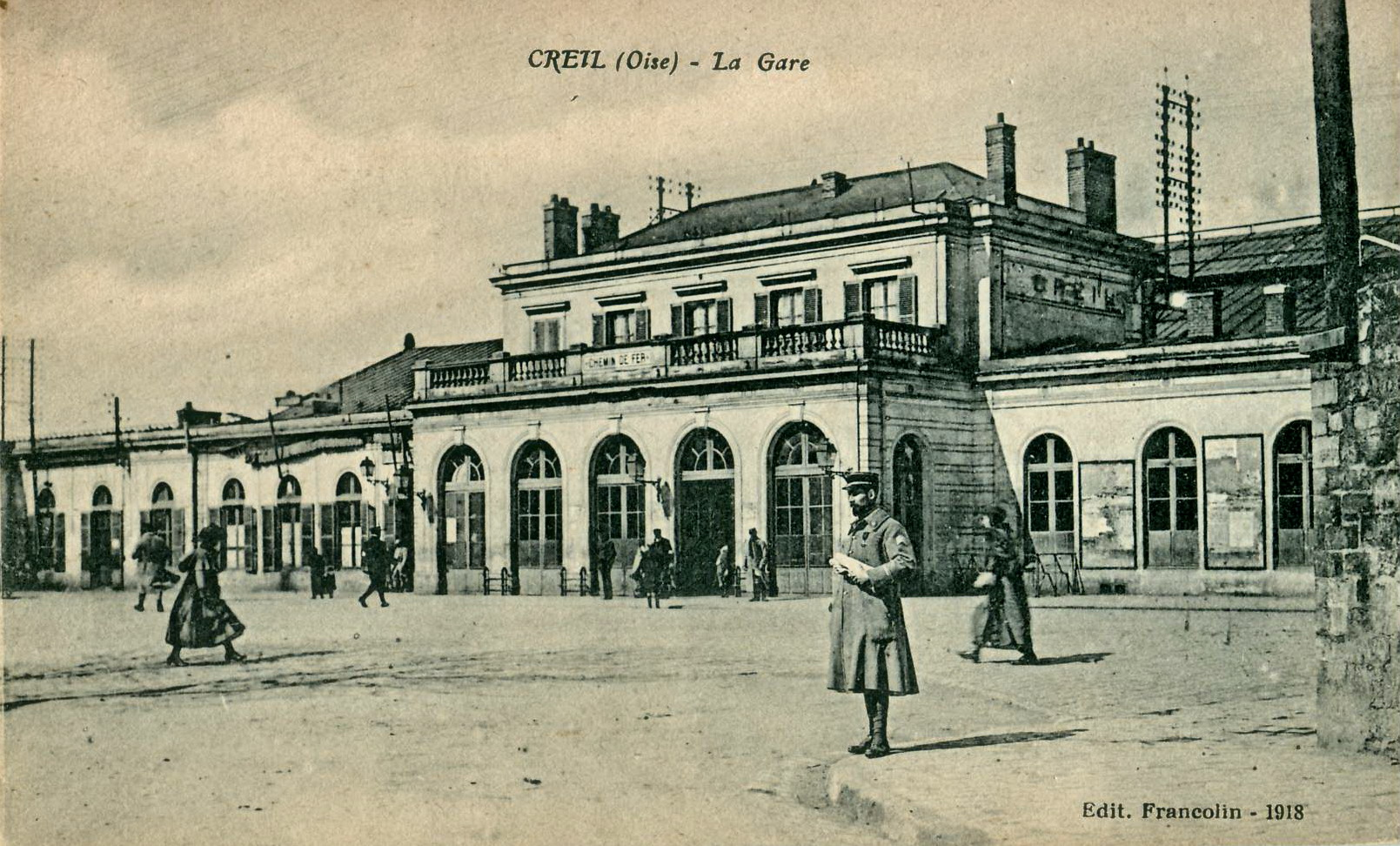
La gare en 1918

Le 2 septembre 1914, Creil subit un violent bombardement par l'armée allemande. La ville fut partiellement incendiée. La bataille de la Marne et la victoire française dégagea Creil de la menace allemande.
La ville joua pendant la Grande Guerre un rôle non négligeable grâce à ses installations ferroviaires. Elle permit d'acheminer hommes et matériels sur le front.
La Croix de guerre 1914-1918 fut décernée à la ville de Creil, le 9 juillet 1920.

#### Entre-deux-guerres, une ville de gauche
Après la guerre, la municipalité de Creil organisa un concours pour l’érection d'un monument aux morts. Ce fut le projet du sculpteur Georges Armand Vérez qui fut retenu en 1923. Ce monument inauguré en 1926 est une allégorie de La Paix se révélant à l'humanité, sous la forme d'une femme habillée à l'antique, soulevant un voile qui lui cachait le visage.
En 1929, Madame Berthe Gallé veuve d'Auguste Gallé fit don de sa demeure et des biens qu'elle contenait à la ville de Creil afin de perpétuer la mémoire de son fils Maurice Gallé mort en 1916, à Bouchavesnes au cours de la bataille de la Somme.
Les lendemains de la Première Guerre mondiale marquèrent un tournant politique pour la ville : la SFIO remporta les élections municipales, un avocat d'affaires, Jules Uhry, devint maire, en 1919. Creil est resté depuis fidèle au socialisme sans interruption. Uhry mena une politique de modernisation de la ville sur le modèle des communes socialistes de la région parisienne avec la création de nombreux services : assainissements, ramassage des ordures, École nationale professionnelle,,, équipements sportifs (piscine, vélodrome) et logements sociaux (cité-jardin sur le rebord du plateau). Les usines connurent en parallèle des difficultés lors de la dépression économique des années 1930.
En 1935 Jean Biondi devint maire de Creil. L'année suivante, il fut élu député de l'Oise lors de la victoire du Front populaire.

#### Seconde Guerre mondiale: Creil entre en Résistance
Au début de la Seconde Guerre mondiale, Jean Biondi, député-maire de Creil fut l'un des 80 parlementaires ayant refusé le Vote des pleins pouvoirs à Philippe Pétain le 10 juillet 1940.
Deux mouvements de résistance se distinguèrent dans la commune : l'Organisation civile et militaire et Libération-Nord, d'influence socialiste. Ce mouvement était dirigé localement par Jean Biondi qui, en 1941, avait rejoint le Comité d'action socialiste. Il fut arrêté en 1942, puis relâché. Il rejoignit alors le réseau Brutus, dont il devint responsable régional. Arrêté une seconde fois, il fut emprisonné et torturé à Fresnes, puis interné à Compiègne avant d'être déporté, à Mauthausen, puis à Ebensee. Il fut relayé à la tête de Libé Nord à Creil par Gabriel Havez. 
À partir de 1943, la ville subit de lourds bombardements : Creil servait à la fois de base aérienne pour la Luftwaffe (sur l'actuelle Base aérienne 110 Creil) et de nœud ferroviaire essentiel. Elle était voisine des carrières de Saint-Maximin et de Saint-Leu-d'Esserent qui servaient de base aux V1 de l'armée allemande.
Le détachement Valmy fut un réseau de résistance du bassin creillois dirigé par Maurice Mignon dit le « colonel Théo ». Le détachement Valmy était affilié aux FTP d’obédience communiste. On lui dut une cinquantaine d'actions : sabotages d'usines, de voies ferrées, déraillement de trains etc. Du 23 au 31 août 1944, il prit une part active à la libération de l'agglomération de Creil-Montataire.
L'abbé Gérald Amyot d'Inville (1910-1945), était un résistant originaire de Beauvais. Le 13 décembre 1943, il fut arrêté par la Gestapo à Paris. Interrogé à Creil par les Allemands, il fut incarcéré au camp de Royallieu, à Compiègne, jusqu'en janvier 1944. Le 27 janvier 1944, il fut déporté à Buchenwald (matricule 44 372). Il mourut le 29 janvier 1945 à Ellrich.

#### Les Juifs de Creil arrêtés et déportés

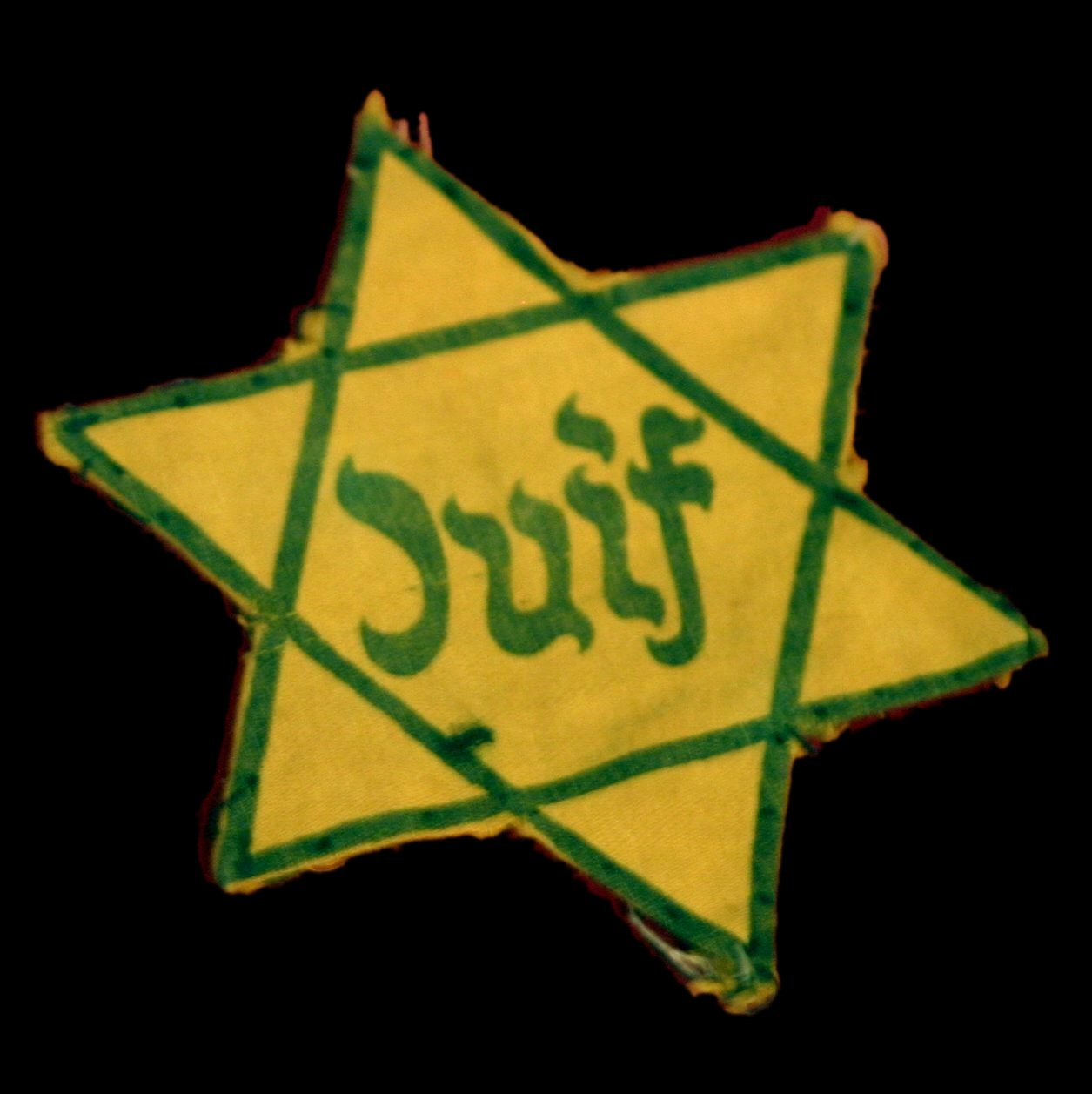

Des Juifs de Creil furent arrêtés le 20 juillet 1942 par la gendarmerie française et furent internés à Drancy puis déportés à Auschwitz-Birkenau par les convois no 12 du 29 juillet 1942 et no 36 du 23 septembre 1942. Les 4 et 5 janvier 1944, furent arrêtés les derniers Juifs résidant à Creil; internés à Drancy, ils furent déportés le 20 janvier 1944, par le convoi no 66, vers le camp d'extermination d'Auschwitz-Birkenau.

#### Libération de Creil
La ville souffrit des bombardements aériens notamment ceux de mars à août 1944 qui détruisirent la gare, l'aérodrome, les ponts et une grande partie du centre-ville. Celui du 27 avril 1944 fit 27 morts et 50 blessés, celui du 10 mai fit 74 morts.
Creil fut libérée par l'armée américaine, le 31 août 1944, les troupes allemandes s'étant repliées à partir du 29.

#### Trente Glorieuses, la prospérité retrouvée
En 1951, la base aérienne de Creil fut créée. L'armée de l'air prévoit d'abandonner ses activités sur le site de Creil en 2016.
Dans les années 1950, la reconstruction du centre-ville, bombardé en 1944, fut entreprise principalement le quartier de la gare, sous la direction notamment d'André Louis Guillaume.
Les Trente Glorieuses marquèrent le retour de la prospérité économique dans la commune et l'agglomération en général. Dans les années 1950, trois entreprises y embauchaient plus de 4 000 personnes : Usinor, qui avait absorbé les Forges de Montataire, Francolor, l'usine de produits chimiques de Villers-Saint-Paul, et l'usine Brissonneau et Lotz (devenue Chausson par la suite), qui produisait des véhicules de marque Renault, Peugeot et Matra. 
Pendant les années 1960 et 1970, de nouveaux quartiers furent construits, formés de grands ensembles d'immeubles collectifs pour accueillir des populations des campagnes ou des travailleurs immigrés originaires le plus souvent d'Afrique du Nord, venus travailler dans l'industrie creilloise. « Le Plateau » se compose de trois quartiers :
- Le Plateau Rouher : ensemble de barres et de tours, il est classé aujourd'hui en zone urbaine sensible.
- Les Cavées : constitué de trois ensembles de logements sociaux : la Cavée de Paris, la Cavée de Senlis (où se trouve la tour Descartes, le plus haut gratte-ciel de la ville) et le quartier Guynemer.

Le quartier du Moulin : ZAC réalisée dans les années 1970 (où se trouve la tour Carpeaux, le deuxième plus haut gratte-ciel de la ville). Les constructions les plus emblématiques sont les logements en gradin construits par Michel Andrault et Pierre Parat en 1976. 
La population de la commune augmenta surtout au cours des années 1960, passant de 19 235 habitants en 1962 à 32 544 en 1968. La population atteignit un maximum de 34 709 habitants en 1982, taille que la commune a gardé peu ou prou depuis lors.
À partir de la fin des années 1960, l'industrie métallurgique creilloise connut ses premières difficultés.

#### Fin duXXesiècle, la désindustrialisation

Logo de la société Vieille Montagne

Depuis le milieu des années 1970, à l'image du pays, la Picardie et particulièrement le bassin creillois subit un inexorable processus de désindustrialisation. Jean Anciant, maire de Creil précisait en 1995 que de 1985 à 1995, 35 % de l'emploi industriel avait disparu. Le chômage toucha 13 % de la population active, dépassant les 21 % chez les jeunes de moins de 25 ans. Même si tous les secteurs étaient touchés, l'entreprise Chausson, installée à Montataire, en supprima, à elle seule, plus de 3 000, depuis 1988. À cela s'ajoutèrent les pertes d'emplois chez les sous-traitants.
Les plus grandes usines ont vu leurs effectifs fondre ou ont fermé : Vieille Montagne en 1992, Chausson en 1996. Ces fermetures s'accompagnent de la montée du chômage, l'augmentation des migrations pendulaires vers Paris provoquant parallèlement des problèmes sociaux. Le vote en faveur du Front national gagne du terrain. Une politique de la ville, mise en œuvre depuis le début des années 1980, tente d'améliorer le cadre de vie d'une population de plus en plus précarisée.

#### Fin duXXesiècle, l'affaire du foulard
Le 18 septembre 1989, quatre élèves portant le voile musulman, cessèrent de fréquenter le collège Gabriel-Havez de Creil qui comptait près de 500 élèves musulmans sur 876 inscrits et 25 nationalités, sur la demande du principal du collège, Ernest Chénière, qui estimait, dans une lettre aux parents, que le voile est une marque religieuse incompatible avec le bon fonctionnement d'un établissement scolaire laïc. La presse nationale s'empara de l'affaire révélant des cas semblables dans plusieurs établissements secondaires publics en France. Le débat sur le port du foulard islamique dans les établissements scolaires publics était né.
Ernest Chenière fut élu député de la 3e circonscription de l'Oise en 1993 sous l'étiquette RPR mais il fut battu aux élections législatives de 1997 par Michel Françaix (PS).

### XXIesiècle, création de la communauté de l'agglomération creilloise

En 1965 fut créé le district urbain de l’agglomération creilloise, qui rassemblait Creil, Nogent-sur-Oise, Montataire et Villers-Saint-Paul. Grâce à cette structure, de nombreux aménagements ont été réalisés :voient le jour : station d’épuration, construction de ponts, de la déviation de la nationale 16, développement de zones industrielles et commerciales, construction de l’hôpital, création de l’IUT. En 1999, à la suite de la loi Chevènement, le conseil communautaire vote à l’unanimité la transformation du district urbain en communauté de communes. 
Le 1er janvier 2011, la communauté de communes est devenue la Communauté de l'agglomération creilloise, structure intercommunale qui regroupe les communes de Creil, Montataire, Nogent-sur-Oise et Villers-Saint-Paul. Elle a fusionné avec la Communauté de communes Pierre - Sud - Oise pour devenir la Communauté d'agglomération Creil Sud Oise, le 1er janvier 2017.

## Pour approfondir